# Frankrijk op de Olympische Winterspelen 1998
Tijdens de Olympische Winterspelen van 1998, die in Nagano (Japan) werden gehouden, nam Frankrijk voor de achttiende keer deel.

## Medailleoverzicht
| Sport              | Olympiër                                                   | Discipline       | Medaille |
| ------------------ | ---------------------------------------------------------- | ---------------- | -------- |
| Alpineskiën        | Jean-Luc Crétier                                           | afdaling (m)     | Goud     |
| Snowboarden        | Karine Ruby                                                | reuzenslalom (v) | Goud     |
| Freestyleskiën     | Sébastien Foucras                                          | aerials (m)      | Zilver   |
| Alpineskiën        | Florence Masnada                                           | afdaling (v)     | Brons    |
| Bobsleeën          | Bruno Mingeon Emmanuel Hostache Eric Le Chanony Max Robert | 4-mansbob (m)    | Brons    |
| Kunstrijden        | Philippe Candeloro                                         | mannen           | Brons    |
| Kunstrijden        | Marina Anissina Gwendal Peizerat                           | ijsdansen        | Brons    |
| Noordse combinatie | Sylvain Guillaume Nicolas Bal Ludovic Roux Fabrice Guy     | team (m)         | Brons    |

## Deelnemers en resultaten
(m) = mannen, (v) = vrouwen 

### Alpineskiën
| Olympiër              | Discipline       | Resultaat | Prestatie                                                       |
| --------------------- | ---------------- | --------- | --------------------------------------------------------------- |
| Sébastien Amiez       | slalom (m)       | 14e       | 1.52,19 (+2,88) 56,96+55,23                                     |
| Pierrick Bourgeat     | slalom (m)       | 10e       | 1.51,82 (+2,51) 56,28+55,54                                     |
| Nicolas Burtin        | afdaling (m)     | dnf       | opgave                                                          |
| Nicolas Burtin        | super g (m)      | dq        | diskwalificatie                                                 |
| Joël Chenal           | reuzenslalom (m) | dq-2      | diskwalificatie run 2 1.22,05+dq (1.20,04)                      |
| Joël Chenal           | slalom (m)       | 8e        | 1.51,51 (+2,20) 56,68+54,83                                     |
| Jean-Luc Crétier      | afdaling (m)     | Goud      | 1.50,11                                                         |
| Jean-Luc Crétier      | super g (m)      | 25e       | 1.37,95 (+3,13)                                                 |
| Adrien Duvillard      | afdaling (m)     | dnf       | opgave                                                          |
| Frédéric Marin-Cudraz | super g (m)      | dnf       | opgave                                                          |
| Ian Piccard           | reuzenslalom (m) | 11e       | 2.41,10 (+2,59) 1.22,08+1.19,02                                 |
| Christophe Saioni     | reuzenslalom (m) | 13e       | 2.41,24 (+2,73) 1.21,84+1.19,40                                 |
| François Simond       | slalom (m)       | dnf-1     | opgave run 1                                                    |
|                       |                  |           |                                                                 |
| Régine Cavagnoud      | afdaling (v)     | 7e        | 1.29,72 (+59,83)                                                |
| Régine Cavagnoud      | super g (v)      | 16e       | 1.18,91 (+0,89)                                                 |
| Patricia Chauvet      | slalom (v)       | dnf-1     | opgave run 1                                                    |
| Sophie Lefranc        | reuzenslalom (v) | 5e        | 2.53,27 (+2,68) 1.19,88+1.33,39                                 |
| Florence Masnada      | afdaling (v)     | Brons     | 1.29,37 (+59,48)                                                |
| Florence Masnada      | super g (v)      | 18e       | 1.19,03 (+1,01)                                                 |
| Florence Masnada      | combinatie (v)   | 6e        | 2.42,84 (+2,10) afdaling: 1.29,87 slalom: 1.12,97 (37,21+35,76) |
| Carole Montillet      | afdaling (v)     | 14e       | 1.30,65 (+0,76)                                                 |
| Carole Montillet      | super g (v)      | 14e       | 1.18,88 (+0,86)                                                 |
| Laure Pequegnot       | slalom (v)       | dnf-1     | opgave run 1                                                    |
| Leila Piccard         | reuzenslalom (v) | dnf-1     | opgave run 1                                                    |
| Leila Piccard         | slalom (v)       | dnf-2     | opgave run 2 46,25+dnf                                          |
| Mélanie Suchet        | afdaling (v)     | 4e        | 1.29,48 (+59,59)                                                |
| Mélanie Suchet        | super g (v)      | 8e        | 1.18,51 (+0,49)                                                 |

### Biatlon
| Olympiër                                                                   | Discipline             | Resultaat | Prestatie |
| -------------------------------------------------------------------------- | ---------------------- | --------- | --- |
| Thierry Dusserre                                                           | 10 km (m)              | 50e       | 30.43,6 (+3.27,4) pen.: 1 (1 + 0) |
| Thierry Dusserre                                                           | 20 km (m)              | 46e       | 1:02.26,6 (+6.10,2) pen.: 1 (0 + 1 + 0 + 0) |
| Andreas Heymann                                                            | 10 km (m)              | 69e       | 33.06,9 (+5.50,7) pen.: 2 (2 + 0) |
| Andreas Heymann                                                            | 20 km (m)              | 57e       | 1:04.42,7 (+8.26,3) pen.: 6 (1 + 1 + 2 + 2) |
| Raphaël Poirée                                                             | 10 km (m)              | dnf       | opgave |
| Raphaël Poirée                                                             | 20 km (m)              | 22e       | 1:00.08,4 (+4.52,0) pen.: 2 (0 + 0 + 2 + 0) |
| Julien Robert                                                              | 10 km (m)              | 67e       | 32.52,4 (+5.36,2) pen.: 0 (0 + 0) |
| Julien Robert                                                              | 20 km (m)              | 40e       | 1:02.01,6 (+6.45,2) pen.: 1 (0 + 1 + 0 + 0) |
| Team Andreas Heymann Raphaël Poirée Thierry Dusserre Patrice Bailly-Salins | 4x7,5 km estafette (m) | 7e        | 1:24.53,0 (+3.16,8) pen.: 2-11 20.44,5 pen.: 0-1 (0-1 + 0-0) 20.04,4 pen.: 0-3 (0-2 + 0-1) 22.12,0 pen.: 1-4 (0-1 + 1-3) 21.52,1 pen.: 1-3 (0-0 + 1-3) |
|                                                                            |                        |           | |
| Florence Baverel                                                           | 7,5 km (v)             | 43e       | 25.39,6 (+2.31,6) pen.: 1 (0 + 1) |
| Florence Baverel                                                           | 15 km (v)              | 63e       | 1:09.42,8 (+15.50,8) pen.: 4 (0 + 0 + 1 + 3) |
| Anne Briand-Bouthiaux                                                      | 7,5 km (v)             | 54e       | 26.16,1 (+3.08,1) pen.: 5 (3 + 2) |
| Anne Briand-Bouthiaux                                                      | 15 km (v)              | 20e       | 58.13,1 (+3.21,1) pen.: 3 (0 + 0 + 0 + 3) |
| Emmanuelle Claret                                                          | 7,5 km (v)             | 14e       | 24.08,7 (+1.00,7) pen.: 1 (0 + 1) |
| Christelle Gros                                                            | 15 km (v)              | 59e       | 1:06.33,8 (+12.41,8) pen.: 7 (2 + 1 + 1 + 3) |
| Corinne Niogret                                                            | 7,5 km (v)             | 25e       | 24.54,7 (+1.46,7) pen.: 2 (1 + 1) |
| Corinne Niogret                                                            | 15 km (v)              | 16e       | 57.51,1 (+2.59,1) pen.: 1 (0 + 0 + 0 + 1) |
| Team Christelle Gros Emmanuelle Claret Florence Baverel Corinne Niogret    | 4x7,5 km estafette (v) | 8e        | 1:43.54,6 (+3.41,0) pen.: 0-8 26.20,6 pen.: 0-3 (0-1 + 0-2) 25.17,7 pen.: 0-2 (0-0 + 0-2) 26.20,7 pen.: 0-1 (0-1 + 0-0) 25.55,6 pen.: 0-2 (0-1 + 0-1)  |

### Bobsleeën
| Olympiër (deelname)                                        | Discipline                 | Resultaat | Prestatie                                       |
| ---------------------------------------------------------- | -------------------------- | --------- | ----------------------------------------------- |
| Bruno Mingeon Emmanuel Hostache                            | 2-mansbob (m) Frankrijk I  | 9e        | 3.38,62 (+1,38) (54,80 / 54,65 / 54,55 / 54,62) |
| Éric Alard Eric Le Chanony                                 | 2-mansbob (m) Frankrijk II | 13e       | 3.39,31 (+2,07) (55,25 / 54,75 / 54,73 / 54,58) |
| Bruno Mingeon Emmanuel Hostache Eric Le Chanony Max Robert | 4-mansbob (m) Frankrijk I  | Brons     | 2.40,06 (+0,65) (53,13 / 53,30 / 53,63)         |

### Freestyleskiën
| Olympiër (deelname)      | Discipline  | Resultaat | Prestatie                           |
| ------------------------ | ----------- | --------- | ----------------------------------- |
| Julien Regnier-Lafforgue | moguls (m)  | 11e       | 24,64 p. (kwalificatie: 24,20 p.)   |
| Fabrice Ougier           | moguls (m)  | 12e       | 24,22 p. (kwalificatie: 24,26 p.)   |
| Thony Hemery             | moguls (m)  | 16e       | opgave (kwalificatie: 25,06 p.)     |
| Olivier Cotte            | moguls (m)  | 20e       | dnq (kwalificatie: 23,46 p.)        |
| Sébastien Foucras        | aerials (m) | Zilver    | 248,79 p. (kwalificatie: 200,27 p.) |
| Jean-Damien Climonet     | aerials (m) | 16e       | dnq (kwalificatie: 186,81 p.)       |
| Candice Gilg             | moguls (v)  | dnf       | dnq (kwalificatie: opgave p.)       |

### Kunstrijden
| Olympiër (deelname)                 | Discipline | Resultaat | Prestatie                                                 |
| ----------------------------------- | ---------- | --------- | --------------------------------------------------------- |
| Philippe Candeloro                  | mannen     | Brons     | 4,5 p. (korte kür: 5 - lange kür: 2)                      |
| Vanessa Gusmeroli                   | vrouwen    | 6e        | 10,0 p. (korte kür: 8 - lange kür: 6)                     |
| Surya Bonaly                        | vrouwen    | 10e       | 14,0 p. (korte kür: 6 - lange kür: 11)                    |
| Laetitia Hubert                     | vrouwen    | 20e       | 27,0 p. (korte kür: 12 - lange kür: 21)                   |
| Sarah Abitbol Stéphane Bernadis     | paarrijden | 6e        | 9,5 p. (korte kür: 7 - lange kür: 6)                      |
| Sabrina Lefrançois Nicolas Osseland | paarrijden | 17e       | 25,5 p. (korte kür: 17 - lange kür: 17)                   |
| Marina Anissina Gwendal Peizerat    | ijsdansen  | Brons     | 7,0 p. (verpl.1: 3 - verpl.2: 3 - org.: 3 - vrij: 4)      |
| Sophie Moniotte Pascal Lavanchy     | ijsdansen  | 11e       | 22,2 p. (verpl.1: 10 - verpl.2: 10 - org.: 12 - vrij: 11) |
| Dominique Deniaud Martial Jaffredo  | ijsdansen  | 20e       | 40,8 p. (verpl.1: 20 - verpl.2: 21 - org.: 21 - vrij: 20) |

### Langlaufen
| Olympiër                                                                    | Discipline                    | Resultaat | Prestatie                                           |
| --------------------------------------------------------------------------- | ----------------------------- | --------- | --------------------------------------------------- |
| Hervé Balland                                                               | 50 km vrije stijl (m)         | 14e       | 2:11.55,9 (+6.47,7)                                 |
| Patrick Remy                                                                | 10 km klassiek (m)            | 20e       | 28.55,2 (+1.30,7)                                   |
| Patrick Remy                                                                | 30 km klassiek (m)            | dnf       | opgave                                              |
| Patrick Remy                                                                | achtervolging 10 km+15 km (m) | 30e       | +4.19,1 (10 km:28.55 + 15 km:42.25,8)               |
| Philippe Sanchez                                                            | 10 km klassiek (m)            | 59e       | 31.03,5 (+3.39,0)                                   |
| Philippe Sanchez                                                            | achtervolging 10 km+15 km (m) | dns       | niet gestart 15 km (10 km:31.03 + 15 km:dns)        |
| Vincent Vittoz                                                              | 10 km klassiek (m)            | 24e       | 29.03,5 (+1.39,0)                                   |
| Vincent Vittoz                                                              | 50 km vrije stijl (m)         | 21e       | 2:14.16,2 (+9.08,0)                                 |
| Vincent Vittoz                                                              | achtervolging 10 km+15 km (m) | 19e       | +2.54,2 (10 km:29.03 + 15 km:40.52,9)               |
| Team Vincent Vittoz Patrick Remy Hervé Balland Philippe Sanchez             | 4x10 km estafette (m)         | 13e       | 1:45.00,2 (+4.04,5) 26.36,4 26.28,5 26.11,3 25.44,0 |
|                                                                             |                               |           |                                                     |
| Anne-Laure Condevaux                                                        | 5 km klassiek (v)             | 64e       | 20.21,2 (+2.43,3)                                   |
| Anne-Laure Condevaux                                                        | achtervolging 5 km+10 km (v)  | dns       | niet gestart 10 km (5 km:20.21 + 10 km:dns)         |
| Karine Philippot                                                            | 5 km klassiek (v)             | 52e       | 19.38,6 (+2.00,7)                                   |
| Karine Philippot                                                            | 30 km vrije stijl (v)         | 22e       | 1:29.51,6 (+7.50,1)                                 |
| Karine Philippot                                                            | achtervolging 5 km+10 km (v)  | 33e       | +3.30,4 (5 km:19.38 + 10 km:29.59,3)                |
| Annick Pierrel                                                              | 5 km klassiek (v)             | 49e       | 19.33,4 (+1.55,5)                                   |
| Annick Pierrel                                                              | 15 km klassiek (v)            | 45e       | 52.30,1 (+5.34,7)                                   |
| Annick Pierrel                                                              | achtervolging 5 km+10 km (v)  | 37e       | +3.50,1 (5 km:19.33 + 10 km:30.24,0)                |
| Sophie Villeneuve                                                           | 5 km klassiek (v)             | 32e       | 19.05,5 (+1.27,6)                                   |
| Sophie Villeneuve                                                           | 30 km vrije stijl (v)         | 17e       | 1:28.57,8 (+6.56,3)                                 |
| Sophie Villeneuve                                                           | achtervolging 5 km+10 km (v)  | 27e       | +3.01,6 (5 km:19.05 + 10 km:30.03,5)                |
| Team Sophie Villeneuve Annick Pierrel Anne-Laure Condevaux Karine Philippot | 4x5 km estafette (v)          | 11e       | 58.27,7 (+3.14,2) 14.35,6 14.48,5 15.06,7 13.56,9   |

### Noordse combinatie
| Olympiër                                                    | Discipline      | Resultaat | Prestatie |
| ----------------------------------------------------------- | --------------- | --------- | --- |
| Nicolas Bal                                                 | individueel (m) | 7e        | +1.25,7 — schans: 218,5 p — 15 km: 40.31,8 |
| Sylvain Guillaume                                           | individueel (m) | 9e        | +2.21,4 — schans: 212,5 p — 15 km: 40.51,5 |
| Fabrice Guy                                                 | individueel (m) | 29e       | +5.22,2 — schans: 201,5 p — 15 km: 42.46,3 |
| Ludovic Roux                                                | individueel (m) | 31e       | +5.31,1 — schans: 202,5 p — 15 km: 43.01,2 |
| Team Sylvain Guillaume Nicolas Bal Ludovic Roux Fabrice Guy | team (m)        | Brons     | +1.41,9 — schans: 863,0 p — 20 km: 54.42,4 schans: 226,0 p — 5 km: 13.45,3 schans: 212,0 p — 5 km: 13.30,4 schans: 218,5 p — 5 km: 14.05,2 schans: 206,5 p — 5 km: 13.21,5 |

### Schaatsen
| Olympiër      | Discipline | Resultaat | Prestatie        |
| ------------- | ---------- | --------- | ---------------- |
| Cédric Kuentz | 1500 m (m) | 37e       | 1.54,78 (+6,91)  |
| Cédric Kuentz | 5000 m (m) | 19e       | 6.45,90 (+23,70) |

### Schansspringen
| Olympiër       | Discipline                     | Resultaat | Prestatie                                                       |
| -------------- | ------------------------------ | --------- | --------------------------------------------------------------- |
| Nicolas Dessum | normale schans individueel (m) | 16e       | 202,0 punten 101,5 p. (83,0 m) + 100,5 p. (82,5 m)              |
| Nicolas Dessum | grote schans individueel (m)   | 16e       | 228,5 punten 113,3 p. (118,5 m) + 115,2 p. (119,0 m)            |
| Jérôme Gay     | normale schans individueel (m) | 37e       | 82,0 punten 82,0 p. (74,0 m) + niet geplaatst voor tweede ronde |
| Jérôme Gay     | grote schans individueel (m)   | 21e       | 219,3 punten 107,9 p. (115,5 m) + 111,4 p. (118,0 m)            |

### Shorttrack
| Olympiër        | Discipline | Resultaat | Prestatie                |
| --------------- | ---------- | --------- | ------------------------ |
| Bruno Loscos    | 500 m (m)  | 18e       | dnq, vr 8 (3e): 43,725   |
| Bruno Loscos    | 1000 m (m) | 17e       | dnq, vr 7 (3e): 1.30,805 |
| Ludovic Mathieu | 500 m (m)  | 25e       | dnq, vr 7 (4e): 43,767   |
| Ludovic Mathieu | 1000 m (m) | 28e       | dnq, vr 1 (4e): 1.36,076 |

### Snowboarden
| Olympiër (deelname)     | Discipline       | Resultaat | Prestatie                            |
| ----------------------- | ---------------- | --------- | ------------------------------------ |
| Guillaume Chastagnol    | halfpipe (m)     | 5e        | 78,3 p. kwal. 1: 40,2 q              |
| Jonathan Collomb-Patton | halfpipe (m)     | 10e       | 75,5 p. kwal. 1: 38,2 q              |
| Jean Baptiste Charlet   | halfpipe (m)     | 12e       | 73,4 p. kwal. 1: 31,3 kwal. 2:39,6 q |
| Tony Vannucci Roos      | halfpipe (m)     | 25e       | dnq kwal. 1: 36,2 kwal. 2:35,8       |
| Mathieu Bozzetto        | reuzenslalom (m) | 5e        | 2.04,57 (+0,61) 59,83+1.04,74        |
| Maxence Idesheim        | reuzenslalom (m) | 8e        | 2.05,52 (+1,56) 1.00,75+1.04,77      |
| Christophe Ségura       | reuzenslalom (m) | 12e       | 2.08,86 (+4,90) 59,59+1.09,27        |
| Nicolas Conte           | reuzenslalom (m) | 22e       | opgave run 2 59,69+dnf               |
| Doriane Vidal           | halfpipe (v)     | 12e       | dnq kwal. 1: 27,2 kwal. 2:32,1       |
| Karine Ruby             | reuzenslalom (v) | Goud      | 2.17,34 1.09,33+1.08,01              |
| Charlotte Bernard       | reuzenslalom (v) | 16e       | 2.28,73 (+11,39) 1.14,43+1.14,30     |
| Nathalie Desmares       | reuzenslalom (v) | 17e       | 2.29,85 (+12,51) 1.21,43+1.08,42     |
| Isabelle Blanc          | reuzenslalom (v) | 22e       | diskwalificatie run 2 1.11,28+dq     |

### IJshockey
| Olympiër | Discipline | Resultaat | Prestatie |
| --- | ---------- | --------- | --- |
| Richard Aimonetto Pierre Allard Stéphane Barin Philippe Bozon Arnaud Briand Karl DeWolf Serge Djelloul Roger Dubé Gregory Dubois Jean-Christophe Filippin Laurent Gras François Gravel Christobal Huet Jean-Philippe Lemoine Anthony Mortas Robert Ouellet Denis Perez Serge Poudrier Christian Pouget François Rozenthal Maurice Rozenthal Jonathan Zwikel | mannen     | 11e       | Voorronde groep B: 0- 4 Frankrijk - Wit-Rusland 5- 2 Frankrijk - Japan 0- 2 Frankrijk - Duitsland Wedstrijd om de 11e plaats: 5- 1 Frankrijk - Italië |

Amerikaanse Maagdeneilanden · Andorra · Argentinië · Armenië · Australië · Azerbeidzjan · België · Bermuda · Bosnië en Herzegovina · Brazilië · Bulgarije · Canada · Chili · China · Chinees Taipei · Cyprus · Denemarken · Duitsland · Estland · Finland · Frankrijk · Georgië · Griekenland · Groot-Brittannië · Hongarije · Ierland · IJsland · India · Iran · Israël · Italië · Jamaica · Japan · Joegoslavië · Kazachstan · Kenia · Kirgizië · Kroatië · Letland · Liechtenstein · Litouwen · Luxemburg · Macedonië · Moldavië · Monaco · Mongolië · Nederland · Nieuw-Zeeland · Noord-Korea · Noorwegen · Oekraïne · Oezbekistan · Oostenrijk · Polen · Portugal · Puerto Rico · Roemenië · Rusland · Slovenië · Slowakije · Spanje · Trinidad en Tobago · Tsjechië · Turkije · Uruguay · Venezuela · Verenigde Staten · Wit-Rusland · Zuid-Afrika · Zuid-Korea · Zweden · Zwitserland